# Whittemore Glen State Park
Whittemore Glen State Park (auch: Whittemore Glen State Park Scenic Reserve) ist ein State Park im US-Bundesstaat Connecticut auf dem Gebiet der Gemeinden Naugatuck und Middlebury. Er grenzt an den südwestlichsten Zipfel von Waterbury. Der Park bietet Möglichkeiten zum Wandern und Reiten auf dem Larkin State Park Trail.

## Geographie
Der Park erstreckt sich über 98 ha (242 acre) südlich der CT 63. In direktem Anschluss nach Norden befindet sich der kommunale Park von Waterbury am Hopbrook Lake (Hopbrook Dam) sowie der Hopbrook Golf Course. Nach Süden wird der Park vom Larkin State Park Trail begrenzt. Wenige hundert Meter weiter östlich verläuft der Naugatuck River. Die sanften Hügel sind von sumpfigen Stellen und kleinen Seen durchsetzt. Das bedeutendste Gewässer auf dem Gelände ist der Pigeon Brook, der über den Hopbrook zum Naugatuck hin entwässert. Darüber hinaus besitzt der Park keine öffentlichen Einrichtungen.